# Georg Totschnig
Georg Totschnig (Innsbruck, 25 de maig de 1971) va ser un ciclista austríac, que fou professional entre 1994 i 2006.
Durant la seva carrera esportiva aconseguí fins a set campionats nacionals, dos en ruta i cinc en contrarellotge individual. Amb tot, la seva victòria més important fou una etapa del Tour de França de 2005. Aquesta era la primera victòria austríaca al Tour des que el 1931 Max Bulla ho aconseguís.
El seu germà petit Harald també es dedicà al ciclisme.

## Palmarès
- 1993
  - 1r a la Viena-Rabenstein-Gresten-Viena
- 1996
  -  Campió d'Àustria de contrarellotge
- 1997
  -  Campió d'Àustria en ruta
  -  Campió d'Àustria de contrarellotge
  - Vencedor d'una etapa de la Volta a Castella i Lleó
- 2000
  - 1r a la Volta a Àustria i vencedor d'una etapa
- 2001
  -  Campió d'Àustria de contrarellotge
- 2002
  -  Campió d'Àustria de contrarellotge
- 2003
  -  Campió d'Àustria en ruta
- 2004
  -  Campió d'Àustria de contrarellotge
  - Vencedor d'una etapa de la Volta a Suïssa
- 2005
  - Vencedor d'una etapa del Tour de França

### Resultats al Giro d'Itàlia
- 1994. 13è de la classificació general
- 1995. 9è de la classificació general
- 2002. 7è de la classificació general
- 2003. 5è de la classificació general

### Resultats al Tour de França
- 1995. 37è de la classificació general
- 1997. 34è de la classificació general
- 1998. 27è de la classificació general
- 1999. 20è de la classificació general
- 2003. 12è de la classificació general
- 2004. 7è de la classificació general
- 2005. 26è de la classificació general. Vencedor d'una etapa
- 2006. 46è de la classificació general

### Resultats a la Volta a Espanya
- 1996. 6è de la classificació general
- 1998. 71è de la classificació general